# 韓山郡
韓山郡（ハンサンぐん、한산군）は現在の韓国忠清南道舒川郡東部にあった行政区域である。

## 歴史
本来百済の馬山県だったが、757年（景徳王16年）嘉林郡の属県となった。 940年（太祖23）韓山に直され、1175年（明宗5年）監務を設置して鴻山を共に治め、後に昇格して韓州となった。
1413年（太宗13年）に韓山郡となり、1914年行政区域改編の際、舒川郡に併合され、韓山面となった。地名の由来から牛頭山や馬山などは、いずれも地形の様子を意味することで、広い平野の中にある乾止山・麒麟山・崇井山・鷲峯山などに囲まれたここの容貌から出たのだ。
朝鮮時代にはここが錦江の下流にあり、川辺には朽浦・瓦浦・芽浦などの浦口と海倉があり、連山・林川・舒川・咸悦・臨陂などとつながる道路網が発達した。
この地方を中心に生産される韓山カラムシ織は、古くから知られているこの地方の特産物である。1,300余年前から伝わってくる韓山素麴酒も古くから有名だ。

## 1914年以降
| 統廃合前     | 統廃合後（舒川郡） | 統廃合後（舒川郡）                                                                     |
| 旧行政区画   | 新行政区画         | 新行政区画                                                                             |
| ------------ | ------------------ | -------------------------------------------------------------------------------------- |
| 韓山郡北部面 | 韓山面             | 동산리、성외리、신성리、연봉리、온동리、용산리、종지리、죽촌리、지현리、호암리         |
| 韓山郡東上面 | 韓山面             | 단상리、단하리、동지리、나교리、마양리、송곡리、송림리、송산리、여사리、원산리、축동리 |
| 韓山郡東下面 | 華陽面             | 구동리、남성리、대등리、대하리、월산리、죽산리、화촌리                                 |
| 韓山郡南上面 | 華陽面             | 고마리、금당리、망월리、봉명리、장상리、창외리                                         |
| 韓山郡南下面 | 華陽面             | 기복리、보현리、옥포리、와초리、완포리、추동리、활동리                                 |
| 韓山郡西上面 | 麒山面             | 가공리、막동리、월기리、이사리、화산리                                                 |
| 韓山郡西下面 | 麒山面             | 광암리、내동리、두남리、두북리、산정리、신산리、영모리、원길리、황사리                 |
| 韓山郡上北面 | 馬山面             | 관포리、군간리、나궁리、벽오리、삼월리、소야리、시선리、신봉리、지산리                 |
| 韓山郡下北面 | 馬山面             | 신장리、안당리、마명리、가양리、요곡리                                                 |